# Paquicaule

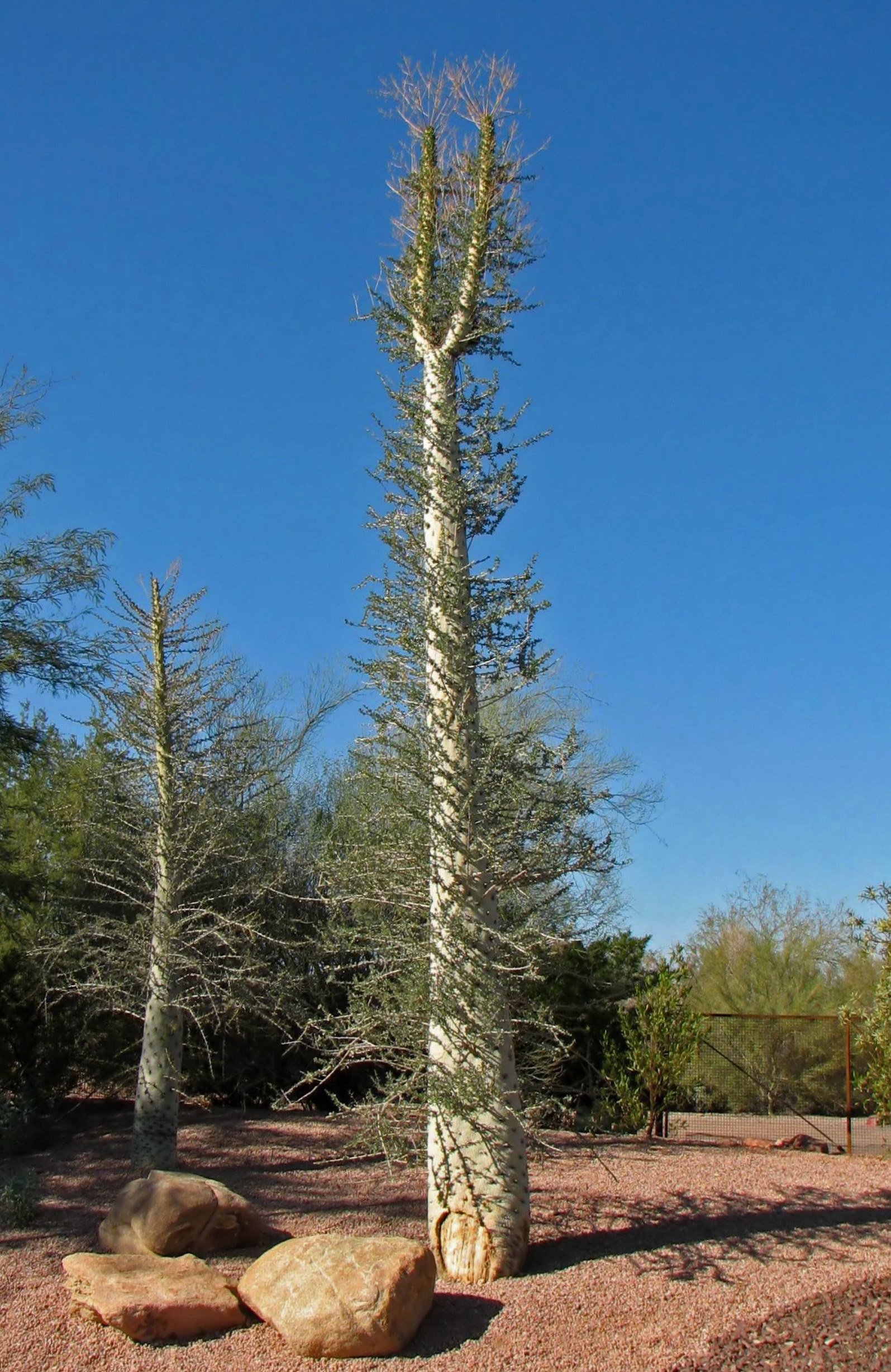
Paquicaule de Fouquieria columnaris.

Paquicaule é a designação dada em morfologia botânica ao tronco lenhoso das plantas da divisão Cycadophyta. É um caule grosso, cilíndrico, que pode ser aéreo, mas nunca chegando à altura de uma árvore, ou subterrâneo, formado principalmente por tecidos de reserva, com um crescimento muito lento. A paquicaulia produz plantas com um tronco desproporcionadamente espesso em relação à sua altura e com poucos ramos.
O vocábulo deriva o grego pachy-, significando curto, e do latim caulis, caule.
Entre outros, exemplos de braquicaulia ocorrem nos seguintes géneros:
- Pachycormus (Anacardiaceae)
- Adenium
- Pachypodium (Apocynaceae)
- Dendrosenecio (Asteraceae)
- Bursera (Burseraceae)
- Cyanea
- Lobelia (Campanulaceae)
- Dendrosicyos (Cucurbitaceae)
- Givotia (Euphorbiaceae)
- Delonix (Fabaceae)
- Fouquieria (Fouquieriaceae)
- Adansonia
- Bombax
- Brachychiton
- Cavanillesia
- Ceiba (Malvaceae)
- Dorstenia (Moraceae)
- Cyphostemma (Vitaceae).